# Valinor
Valinor (Quenya: Terra dos Valar), o Reino Abençoado ou as Terras Imortais é um local fictício no legendarium de Tolkien, a morada dos imortais Valar e Maiar no continente de Aman, muito a oeste da Terra Média; Tolkien usou o nome Aman principalmente para se referir a Valinor. Inclui Eldamar, a terra dos Elfos, que, como imortais, têm permissão para viver em Valinor.
O nome "Terras Imortais" não significa que a terra em si concede imortalidade aos mortais. Geralmente, apenas seres imortais podem residir lá. Exceções são feitas para os portadores sobreviventes do Um Anel: Bilbo e Frodo Bolseiro e Sam Gamgee, que vivem lá por um tempo, e o anão Gimli.
O mito de Tolkien sobre a tentativa de Númenor de capturar Aman foi comparado à Torre de Babel bíblica e à Atlântida grega, com a destruição resultante em ambos os casos. Observa-se também que a estada de um mortal em Valinor é apenas temporária, não conferindo imortalidade, assim como, na teologia cristã medieval, o Paraíso Terrestre é apenas uma preparação para o Paraíso Celestial que está acima.
Outros compararam o relato da bela parte élfica das Terras Imortais ao lugar sonhado no poema Inglês Médio Pearl, e afirmaram que os equivalentes literários mais próximos das descrições de Tolkien dessas terras são os contos celtas imrama, como os de São Brandão do início da Idade Média. O tema cristão de bem e luz (de Valinor) em oposição ao mal e escuridão (de Mordor) também foi discutido.

## Geografia

Mapa de Valinor, o Reino Abençoado, no continente de Aman, em Arda.

### Física
Valinor está localizada em Aman ("Imaculada"), um continente a oeste de Belegaer, o oceano a oeste da Terra Média. Ekkaia, o mar circundante, envolve tanto Aman quanto a Terra Média. Tolkien escreveu que o nome "Aman" foi "usado principalmente como o nome da terra onde os Valar residiam". As montanhas Pelóri correm ao longo da costa leste; seu pico mais alto é Taniquetil. Tolkien não criou mapas detalhados de Aman; os desenhados por Karen Wynn Fonstad [en], baseados em um esboço aproximado de Tolkien das massas de terra e mares de Arda, mostram Valinor com cerca de 700 miles (1.100 km) de largura, de oeste a leste (do Grande Mar ao Mar Externo), e cerca de 3.000 miles (4.800 km) de comprimento de norte a sul. O continente de Aman se estende das latitudes árticas do Helcaraxë até a região subpolar sul de Arda – cerca de 7.000 miles (11.000 km).
Eldamar é "Lar dos Elfos", a "região costeira de Aman, colonizada pelos Elfos", escreveu Tolkien. Eldamar era o verdadeiro nome Eldarin de Aman. Em O Hobbit, é chamado de "Faerie". A terra é bem arborizada, pois Finrod "caminhava com seu pai sob as árvores em Eldamar" e os Elfos Teleri têm madeira para construir seus navios. A cidade dos Teleri, na costa norte da baía, é Alqualondë, o Porto dos Cisnes, cujas salas e mansões são feitas de pérola. O porto é acessado por um arco natural de rocha, e as praias são cobertas de gemas dadas pelos Elfos Noldor. Na baía está a ilha de Tol Eressëa.
Calacirya (Quenya: "Fenda de Luz", pela luz das Duas Árvores que flui através da passagem para o mundo além) é a passagem nas montanhas Pelóri onde a cidade élfica Tirion está situada. Fica perto do Cinturão de Arda (o Equador). Após o ocultamento de Valinor, esta é a única fenda através das montanhas de Aman.
No extremo nordeste, além dos Pelóri, está o Helcaraxë, uma vasta camada de gelo que une os dois continentes de Aman e Terra Média antes da Guerra da Ira. Para impedir que qualquer um alcance a parte principal da costa leste de Valinor por mar, os Valar criam os Mares Sombrios, e dentro desses mares, estabelecem uma longa cadeia de ilhas chamadas Ilhas Encantadas.

### Política
Valinor é a morada dos Valar (singular Vala), espíritos que frequentemente assumem forma humanoide, às vezes chamados de "deuses" pelos Homens da Terra Média. Outros residentes de Valinor incluem os espíritos relacionados, porém menos poderosos, os Maiar, e a maioria dos Elfos.
Cada Vala tem sua própria região da terra. As Mansões de Manwë e Varda, dois dos espíritos mais poderosos, estão no topo de Taniquetil. Yavanna, a Vala da Terra, Crescimento e Colheita, reside nos Pastos de Yavanna no sul da terra, a oeste dos Pelóri. Perto dali estão as mansões de seu esposo, Aulë, o Ferreiro. Oromë, o Vala da Caça, vive nos Bosques de Oromë ao nordeste dos pastos. Nienna vive no extremo oeste da ilha. Ao sul da casa de Nienna, e ao norte dos pastos, estão os Salões de Mandos, onde ele vive com sua esposa Vairë, a tecelã. A leste dos Salões de Mandos está a Ilha de Estë, no lago de Lórellin dentro dos Jardins de Lórien.
No centro-leste de Valinor, no Cinturão de Arda, está Valmar, a capital de Valinor (também chamada Valimar, a Cidade dos Sinos), a residência dos Valar e dos Maiar em Valinor. A primeira casa dos Elfos, os Vanyar, também se estabelece lá. O monte de Ezellohar, onde estão as Duas Árvores, e Máhanaxar, o Anel do Destino, estão fora de Valmar. Mais a leste está a Calacirya, a única passagem fácil através dos Pelóri, uma enorme cadeia de montanhas que protege Valinor em três lados, criada para manter as forças de Morgoth fora. A cidade dos Noldor (e por um tempo também dos Elfos Vanyar) é Tirion, construída na colina de Túna, dentro da passagem montanhosa de Calacirya; está ao norte de Taniquetil, de frente tanto para as Duas Árvores quanto para os mares iluminados por estrelas.
Nas colinas internas do norte dos Pelóri, muito ao norte de Valmar, está a cidade de Fëanor, Formenos, construída após seu banimento de Tirion.

## História

### Anos das Árvores

Valinor nos Anos das Árvores, iluminada pelas Duas Árvores; o resto de Arda, incluindo a Terra Média, permanecia na escuridão. Os contornos dos continentes são puramente esquemáticos.

Valinor é estabelecida no continente ocidental Aman quando Melkor (um Vala mais tarde chamado Morgoth, "o inimigo negro", pelos Elfos) destrói a morada original dos Valar na ilha Almaren na Terra Média primeva, encerrando os Anos das Lâmpadas. Para defender seu novo lar de ataques, eles erguem as Montanhas Pelóri. Eles também estabelecem Valimar, o futuro local de residência de muitos dos Elfos de Aman, como os Vanyar, as radiantes Duas Árvores e seus locais de moradia. Diz-se que Valinor supera Almaren em beleza. Mais tarde, os Valar tomam conhecimento do despertar dos Elfos na Terra Média, onde Melkor está sem oposição. Eles propõem trazer os Elfos para a segurança de Valinor, mas para isso, precisam remover Melkor. Uma guerra é travada, e a fortaleza de Melkor, Utumno, é destruída. Então, muitos Elfos vêm para Valinor e estabelecem suas cidades Tirion e Alqualondë, iniciando a era de glória de Valinor. Melkor retorna a Valinor como prisioneiro e, após três Eras, é levado perante os Valar; ele pede perdão, prometendo ajudar os Valar e reparar os danos que causou. Manwë concede o perdão, mas o confina em Valmar para permanecer sob vigilância. Após sua libertação, Melkor começa a plantar sementes de discórdia nas mentes dos Elfos, inclusive entre Fëanor e seus irmãos Fingolfin e Finarfin. Fëanor usa parte da luz das Duas Árvores para forjar os três Silmarils, joias belas, indestrutíveis e insubstituíveis.

### O Escurecimento de Valinor
Tardiamente, os Valar descobrem o que Melkor fez. Sabendo que foi descoberto, Melkor vai à casa do Alto Rei dos Noldor, Finwë, mata-o e rouba os Silmarils. Ele então destrói as Duas Árvores com a ajuda de Ungoliant, mergulhando Valinor na escuridão, a Longa Noite, aliviada apenas pelas estrelas. Melkor e Ungoliant fogem para a Terra Média.

### O Ocultamento de Valinor

A Queda de Númenor e a Mudança do Mundo. Os contornos dos continentes são puramente esquemáticos.

Os Valar conseguem salvar uma última flor luminosa de uma das Duas Árvores, Telperion, e um último fruto luminoso da outra, Laurelin. Estes se tornam a Lua e o Sol. Os Valar realizam mais trabalhos titânicos para melhorar as defesas de Valinor. Eles elevam as montanhas Pelóri a alturas ainda maiores e mais íngremes. Ao largo da costa, a leste de Tol Eressëa, eles criam os Mares Sombrios e suas Ilhas Encantadas; tanto os mares quanto as ilhas apresentam numerosos perigos para qualquer um que tente chegar a Valinor por mar.

### História posterior
Por séculos, Valinor não participa das lutas entre os Noldor e Morgoth na Terra Média. Mas perto do fim da Primeira Era, quando os Noldor estão em total derrota, o marinheiro Eärendil convence os Valar a realizar um último ataque contra Morgoth. Um poderoso exército de Maiar, Vanyar e os Noldor remanescentes em Valinor destrói o gigantesco exército de Morgoth e sua fortaleza Angband, e lança Morgoth no vazio.
Durante a Segunda Era, os Valar criam a ilha de Númenor como uma recompensa aos Edain, Homens que lutaram ao lado dos Noldor. Séculos depois, o reino de Númenor torna-se tão poderoso e arrogante que Ar-Pharazôn, o vigésimo quinto e último rei, ousa tentar uma invasão de Valinor. Quando o criador Eru Ilúvatar responde ao chamado dos Valar, Númenor afunda no mar, e Aman é removida para além do alcance dos Homens de Arda. Arda torna-se esférica, e é deixada para os Homens governarem. Os Elfos só podem ir para Valinor pela Estrada Reta e em navios capazes de sair das esferas da terra.

## Análise

### Paraíso

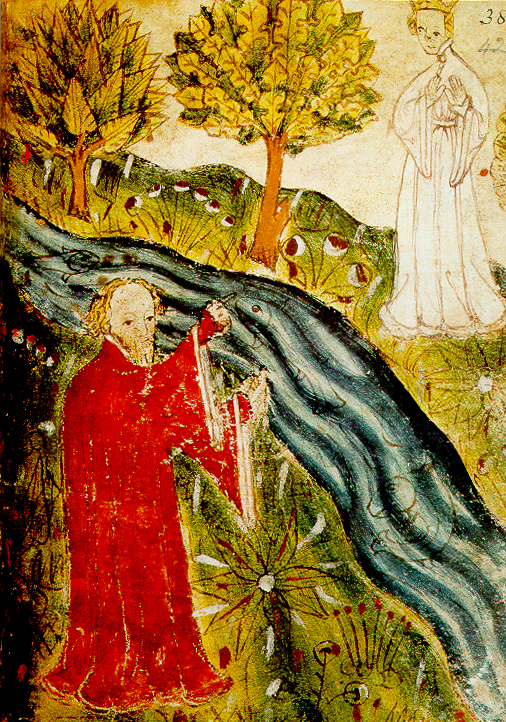
Paraíso Terrestre: Eldamar foi comparada ao lugar sonhado no poema Inglês Médio Pérola. Miniatura do Cotton Nero A.x mostra o Sonhador do outro lado do riacho em relação à Donzela Pérola.

Keith Kelly e Michael Livingston, escrevendo na Mythlore [en], observam que o destino final de Frodo, mencionado no final de O Senhor dos Anéis, é Aman, as Terras Imortais. Na mitologia de Tolkien, escrevem, as ilhas de Aman são inicialmente apenas as moradas dos Valar (nos Anos das Árvores, enquanto o resto do mundo está na escuridão). Os Valar ajudam O Único, Eru Ilúvatar, a criar o mundo. Gradualmente, alguns dos Elfos imortais e sem idade também recebem permissão para viver lá, navegando pelo oceano para o Oeste. Após a queda de Númenor e a reformulação do mundo, Aman torna-se o lugar "entre (sic) o Supercéu e a Terra Média". É acessível apenas em circunstâncias especiais, como no caso de Frodo, permitido a chegar a Aman por meio da intervenção dos Valar e de Gandalf, um dos emissários dos Valar, os Istari ou Magos. No entanto, escrevem, Aman não é exatamente o paraíso. Primeiro, estar lá não confere imortalidade, ao contrário do que os Númenorianos supunham. Segundo, mortais como Frodo, que têm permissão para ir até lá, eventualmente escolherão morrer. Eles observam que, em outra obra de Tolkien, "Folha por Niggle [en]", entendida como uma jornada pelo purgatório (a etapa católica precursora do paraíso), Tolkien evita descrever o paraíso. Eles sugerem que, para o católico Tolkien, é impossível descrever o Céu, e tentar fazê-lo poderia ser considerado sacrilégio. O estudioso de Tolkien Michael D. C. Drout [en] comenta que as descrições de Tolkien de Eldamar "nos dão uma boa ideia de suas concepções de beleza absoluta". Ele observa que essas descrições lembram o paraíso descrito no poema Inglês Médio Pearl.
| Tolkien                                         | Catolicismo | Pearl, Paraíso de Dante           |
| ----------------------------------------------- | ----------- | --------------------------------- |
| "aquilo que está além de Eldamar e sempre será" | Céu         | Paraíso Celestial, "além"         |
| Terras Imortais de Aman, Eldamar em Valinor     | Purgatório  | Paraíso Terrestre, Jardim do Éden |
| Terra Média                                     | Terra       | Terra                             |

O estudioso de Tolkien Tom Shippey [en] acrescenta que, em 1927, Tolkien escreveu um poema, A Terra Sem Nome, na complexa forma de estrofe de Pérola. Ele falava de uma terra mais distante que o paraíso, e mais bela que o Tír na nÓg irlandês, o outro mundo sem morte. Kelly e Livingston também se baseiam em Pérola, observando que o poema afirma que "tão bela quanto era a margem próxima, muito mais adorável era a terra distante" onde o Sonhador não podia passar. Assim, escrevem, cada etapa parece o paraíso, até que o viajante percebe que além dela há algo ainda mais paradisíaco, vislumbrado e além da descrição. O Paraíso Terrestre pode ser descrito; Aman, as Terras Imortais, pode assim ser comparada ao Jardim do Éden, o paraíso que a Bíblia diz ter existido na Terra antes da Queda do Homem. O Paraíso Celestial de "Folha por Niggle" de Tolkien está "além (ou acima)", como está, observam, no Paraíso de Dante. Matthew Dickerson [en] observa que Valinor se assemelha ao Jardim do Éden por ter duas árvores.

Destinos dos Elfos e Homens no legendarium de Tolkien. Os Elfos são imortais, mas podem ser mortos em batalha, caso em que vão para os Salões de Mandos em Aman. Eles podem ser restaurados pela Vontade dos Valar e, em seguida, viver com os Valar em Valinor, como um Paraíso Terrestre, embora estar no local não confira imortalidade. Os Homens são mortais, e quando morrem, vão além dos círculos do mundo, nem mesmo os Elfos sabem para onde.

### Bem contra o mal
A estudiosa de literatura inglesa Marjorie Burns [en] escreve que uma das Vala femininas, Varda (Elbereth para os Elfos), é cantada pela rainha élfica da Terra Média Galadriel. Burns observa que Varda "reside distante em Valinor em Oiolossë", olhando de sua torre no topo da montanha em Aman para a Terra Média e a Torre Negra de Sauron em Mordor: ela cita a visão de Timothy O'Neill [en] de que o símbolo feminino benevolente branco se opõe ao símbolo masculino maligno. Além disso, Burns sugere, Galadriel é uma Elfa de Valinor "no Reino Abençoado", trazendo a influência de Varda com ela para a Terra Média. Isso é visto no frasco de luz que ela dá a Frodo, e que Sam usa para derrotar a aranha gigante maligna Laracna: Sam invoca Elbereth quando usa o frasco. Burns comenta que o pedido de Sam à "Senhora" soa distintamente católico, e que o "princípio feminino, encarnado em Varda de Valinor e Galadriel da Terra Média, representa mais claramente o coração cristão caridoso."

### Pecado original

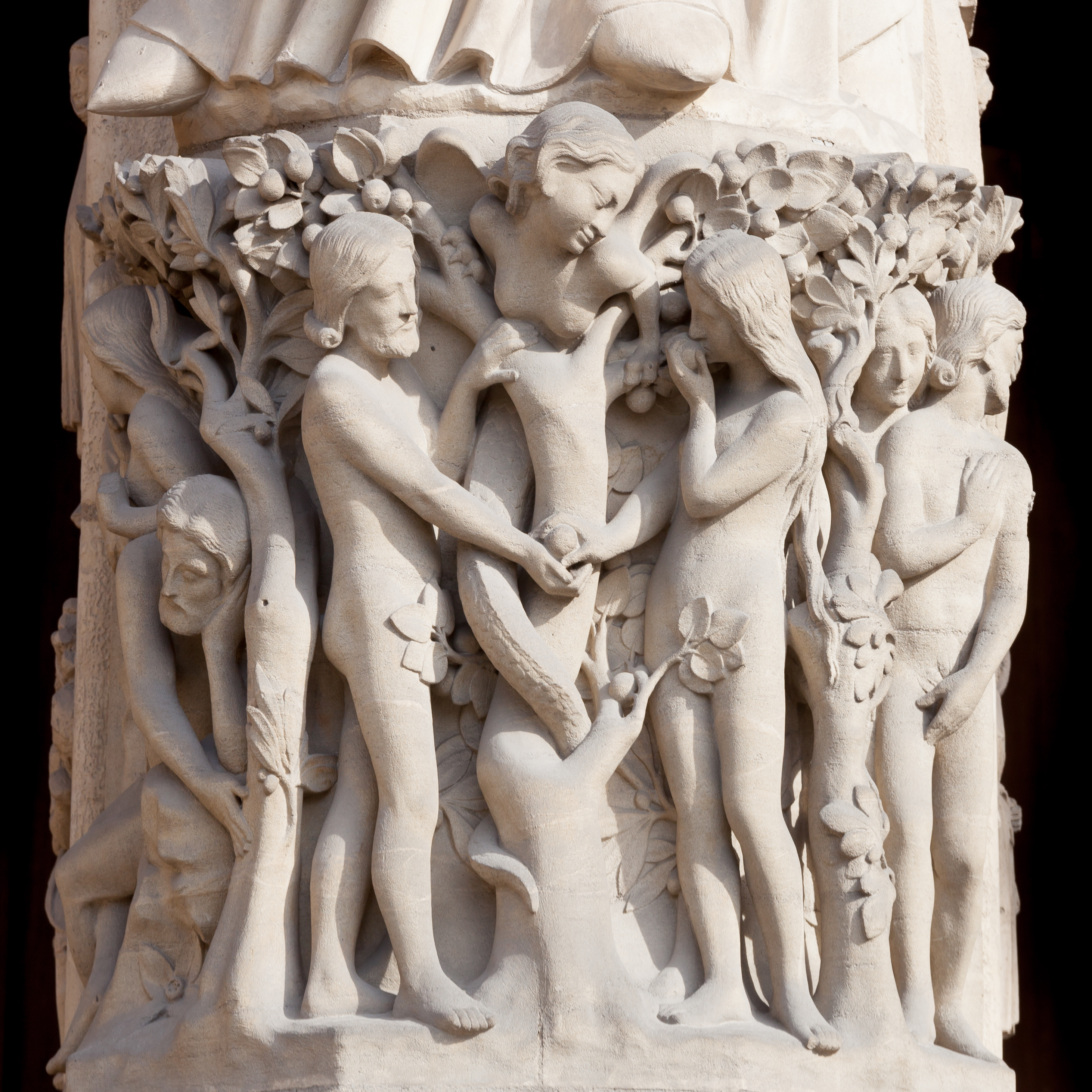
A contenda entre os Elfos e sua saída resultante de Valinor foram comparadas à Queda do Homem bíblica. A serpente tenta Adão e Eva a comerem o fruto proibido, Notre-Dame de Paris.

O estudioso de literatura Richard Z. Gallant comenta que, embora Tolkien usasse o heroísmo pagão germânico em seu legendário, e admirasse sua coragem nórdica, ele desaprovava seu foco no "orgulho dominador". Isso criou um conflito em sua escrita. O orgulho dos Elfos em Valinor resultou em uma queda, análoga à Queda do Homem bíblica. Tolkien descreveu isso dizendo "O primeiro fruto de sua queda foi no Paraíso [Valinor], o assassinato de Elfos por Elfos"; Gallant interpreta isso como uma alusão ao fruto da árvore do conhecimento do bem e do mal bíblica e a saída resultante do Jardim do Éden. O elfo orgulhoso líder é Fëanor, cujas ações, escreve Gallant, desencadeiam toda a narrativa sombria de contenda entre os Elfos descrita em O Silmarillion; os Elfos lutam e deixam Valinor para a Terra Média.

### Beowulf
A passagem no início do poema Inglês Antigo Beowulf sobre Scyld Scefing [en] contém uma menção críptica a þā ("aqueles") que enviaram Scyld como bebê em um barco, presumivelmente do outro lado do mar, e a quem o corpo de Scyld é retornado em um funeral em navio, com o navio navegando sozinho. Shippey sugere que Tolkien pode ter visto nisso tanto uma implicação de um grupo semelhante aos Valar que se comporta como deuses, quanto um vislumbre de sua Velha Estrada Reta, o caminho através do mar para Valinor, fechado para sempre aos Homens mortais pela reformulação do mundo após o ataque de Númenor a Valinor.

### Lar perdido
Phillip Joe Fitzsimmons compara Valinor, distante em O Silmarillion, proibida aos Homens e perdida para os Elfos, embora constantemente os chame a retornar, ao "lar perdido" do colega Inkling de Tolkien, Owen Barfield. Barfield escreve sobre a perda de "uma relação edênica com a natureza", parte de sua teoria de que o propósito do homem é servir como "a autoconsciência da Terra". Barfield argumentou que o racionalismo cria individualismo, "isolamento infeliz ... [e] a perda de uma relação mútua com a natureza." Além disso, Barfield acreditava que civilizações antigas, conforme registrado em suas línguas, tinham uma conexão com a natureza e uma experiência interna dela, de modo que a situação moderna representa uma perda desse estado de graça. Fitzsimmons afirma que o motivo do lar perdido reaparece ao longo das obras de Tolkien. Ele não sugere que Barfield influenciou Tolkien, mas que as ideias dos dois homens surgiram "do mesmo tempo, lugar e até mesmo círculo social".

### Atlântida, Babel
Kelly e Livingston afirmam que, embora Aman pudesse ser lar tanto para Elfos quanto para Valar, o mesmo não era verdade para os Homens mortais. Os Homens "orgulhosos" de Númenor, imaginando que poderiam adquirir imortalidade capturando as terras físicas de Aman, foram punidos com a destruição de sua própria ilha, que é engolida pelo mar, e a remoção permanente de Aman "dos círculos do mundo". Kelly e Livingston notam a semelhança com o mito grego antigo de Atlântida, a maior civilização humana perdida sob o mar; e a semelhança com o conto bíblico da Torre de Babel, a tentativa arrogante e "sacrilégia" dos homens mortais de subir ao reino de Deus.

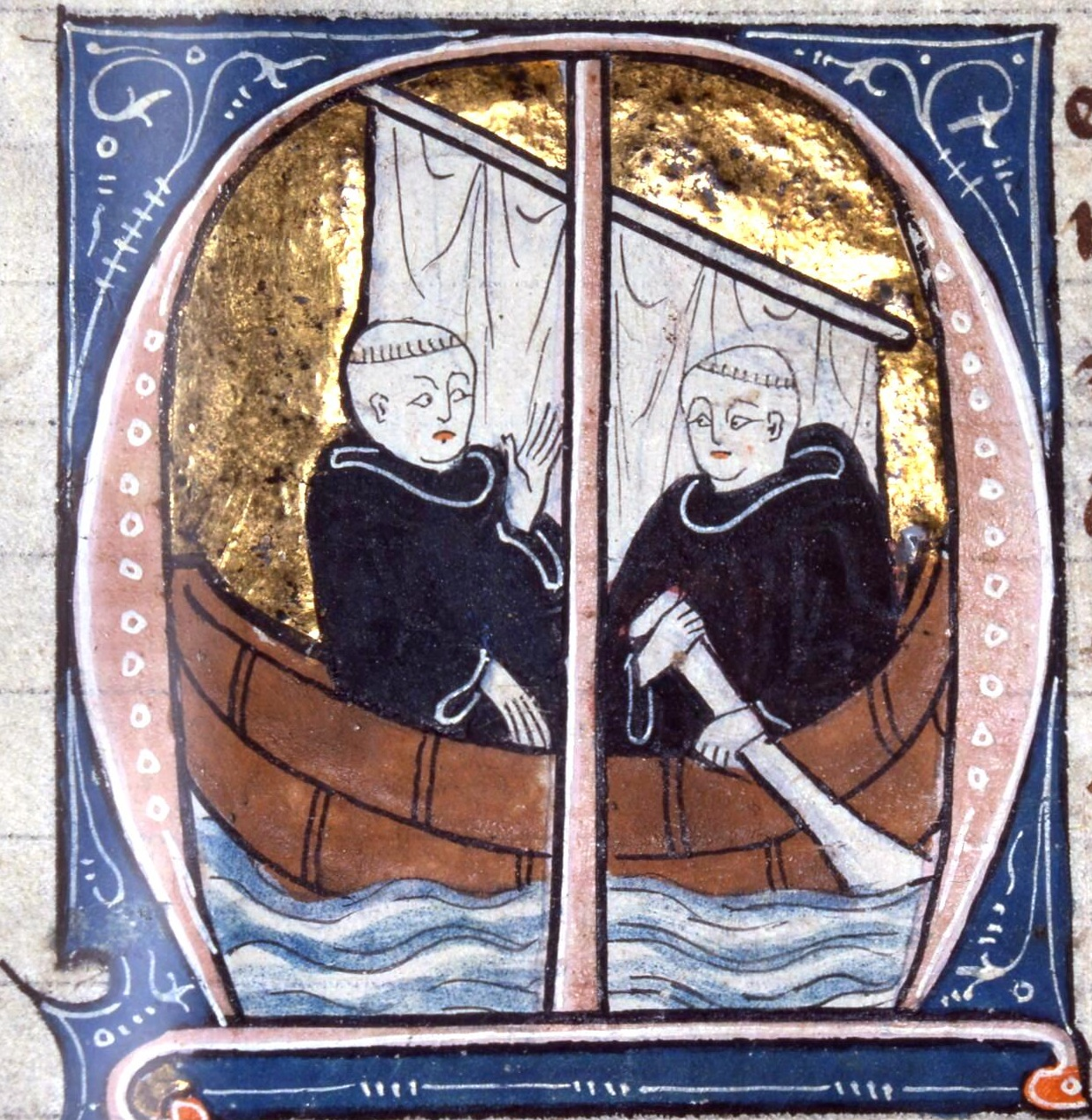
Estudiosos compararam Valinor de Tolkien à "Terra Prometida" nos contos celtas imrama. Aqui, São Brandão navega pelos mares em busca da Terra Prometida. Gautier de Metz, c. 1304.

### Influência celta
O estudioso de literatura inglesa Paul H. Kocher [en] escreve que as Terras Imortais do Oeste Extremo, incluindo Eldamar e Valinor, são "tão fora de nossa experiência que Tolkien só pode nos pedir para aceitá-las completamente pela fé." Kocher comenta que essas terras têm um lugar integral tanto geograficamente quanto espiritualmente na Terra Média, e que seus equivalentes literários mais próximos são os contos celtas imrama da Alta Idade Média. Os contos imrama descrevem como aventureiros irlandeses, como São Brandão, navegavam pelos mares em busca da "Terra Prometida". Ele observa que é certo que Tolkien conhecia essas histórias, já que em 1955 ele escreveu um poema, intitulado Imram, sobre a viagem de Brandão.

### J. R. R. Tolkien
1. ↑  (Carpenter 2023, #156 para Father R. Murray, SJ, novembro de 1954)
2. ↑  (Tolkien 1955), "Os Portos Cinzentos", e Apêndice B, entradas para S.R. 1482 e 1541.
3. ↑  (Carpenter 2023, #249 para Michael Tolkien, outubro de 1963)
4. ↑  (Tolkien 1994, "Quendi e Eldar")
5. 1 2 3 4  (Tolkien 1977, cap. 5 "De Eldamar e os Príncipes dos Eldalië")
6. ↑  Mantido em uma pasta intitulada "Phan, Mbar, Bal e outras etimologias élficas", publicado em Parma Eldalamberon, 17.
7. ↑  Parma Eldalamberon, 17, p. 106.
8. ↑  (Tolkien 1977, cap. 9 "Da Fuga dos Noldor")
9. 1 2  (Tolkien 1977, cap. 3 "Da Vinda dos Elfos e a Captividade de Melkor")
10. 1 2  (Tolkien 1977, cap. 11 "Do Sol e da Lua e o Ocultamento de Valinor")
11. 1 2 3  (Tolkien 1977), "Valaquenta"
12. 1 2 3 4 5 6  (Tolkien 1977), cap. 1 "Do Início dos Dias"
13. 1 2  (Tolkien 1977, cap. 7 "Dos Silmarils e a Inquietação dos Noldor")
14. ↑  (Tolkien 1977, cap. 2 "De Aulë e Yavanna")
15. ↑  (Tolkien 1977), cap. 8 "Do Escurecimento de Valinor"}}
16. ↑  (Tolkien 1977), cap. 24 "Da Viagem de Eärendil e a Guerra da Ira"}}
17. ↑  (Tolkien 1977), "Akallabêth"}}
18. ↑  (Tolkien 1955), livro 6, cap. 4 "O Campo de Cormallen"
19. 1 2  (Carpenter 2023, #131 para Milton Waldman, final de 1951)

- Carpenter, Humphrey (2023). The Letters of J. R. R. Tolkien: Revised and Expanded Edition [As Cartas de J. R. R. Tolkien: Edição Revisada e Ampliada]. Nova Iorque: Harper Collins. ISBN 978-0-35-865298-4
- Tolkien, J. R. R. (1955). The Lord of the Rings: The Return of the King [O Senhor dos Anéis: O Retorno do Rei]. Boston: Houghton Mifflin. OCLC 519647821
- Tolkien, J. R. R. (1977).  Tolkien, Christopher, ed. The Silmarillion [O Silmarillion]. Boston: Houghton Mifflin. ISBN 978-0-395-25730-2
- Tolkien, J. R. R. (1994).  Tolkien, Christopher, ed. The War of the Jewels [A Guerra das Joias]. Londres: HarperCollins. ISBN 0-395-71041-3